# Anolis greyi
Anolis greyi este o specie de șopârle din genul Anolis, familia Polychrotidae, descrisă de Barbour 1914.
Este endemică în Cuba. Conform Catalogue of Life specia Anolis greyi nu are subspecii cunoscute.